# Coxixola
Coxixola é um município brasileiro localizado no estado da Paraíba Região Geográfica Imediata de Sumé, no Sertão do Cariri (Ocidental) Paraibano. Sua população em 2012 foi estimada pelo IBGE (Instituto Brasileiro de Geografia e Estatística) em 1.802 habitantes, distribuídos em 119 km² de área.

## História
O nome Coxixola, provavelmente deriva da palavra Cochicholo, que significa, fazer uma casa pequena de tijolos em Tupi-Guarani. A cidade foi inicialmente um distrito de São João do Cariri e depois de Serra Branca, a partir de 1960. Foi emancipada para cidade em 29 de Abril de 1994.
Em 1922, Sólon Barbosa de Lucena, então governador da Paraíba, muda o nome para São José de Lucenópoles uma homenagem para o padroeiro e a sua pessoa. Contudo, em junho de 1923 o nome volta a Coxixola por não satisfazer a vontade da população coxixolense.

## Geografia
O município está incluído na área geográfica de abrangência do semiárido brasileiro, definida pelo Ministério da Integração Nacional em 2005.  Esta delimitação tem como critérios o índice pluviométrico, o índice de aridez e o risco de seca.

### Clima
Dados do Departamento de Ciências Atmosféricas, da Universidade Federal de Campina Grande, mostram que Coxixola apresenta um clima com média pluviométrica anual de 507,3 mm e temperatura média anual de 23,9 °C.
| Dados climatológicos para Coxixola            | Dados climatológicos para Coxixola | Dados climatológicos para Coxixola | Dados climatológicos para Coxixola | Dados climatológicos para Coxixola | Dados climatológicos para Coxixola | Dados climatológicos para Coxixola | Dados climatológicos para Coxixola | Dados climatológicos para Coxixola | Dados climatológicos para Coxixola | Dados climatológicos para Coxixola | Dados climatológicos para Coxixola | Dados climatológicos para Coxixola | Dados climatológicos para Coxixola |
| Mês                                           | Jan                                | Fev                                | Mar                                | Abr                                | Mai                                | Jun                                | Jul                                | Ago                                | Set                                | Out                                | Nov                                | Dez                                | Ano                                |
| --------------------------------------------- | ---------------------------------- | ---------------------------------- | ---------------------------------- | ---------------------------------- | ---------------------------------- | ---------------------------------- | ---------------------------------- | ---------------------------------- | ---------------------------------- | ---------------------------------- | ---------------------------------- | ---------------------------------- | ---------------------------------- |
| Temperatura máxima média (°C)                 | 32,4                               | 31,9                               | 31,3                               | 30,5                               | 29,3                               | 28,2                               | 27,9                               | 29,1                               | 30,6                               | 32,3                               | 33,0                               | 33,1                               | 30,8                               |
| Temperatura média (°C)                        | 25,2                               | 24,9                               | 24,6                               | 24,3                               | 23,4                               | 22,4                               | 21,9                               | 22,2                               | 23,3                               | 24,4                               | 25,0                               | 25,3                               | 23,9                               |
| Temperatura mínima média (°C)                 | 20,5                               | 20,5                               | 20,4                               | 20,2                               | 19,5                               | 18,5                               | 17,6                               | 17,6                               | 18,6                               | 19,4                               | 20,0                               | 20,5                               | 19,4                               |
| Precipitação (mm)                             | 34,9                               | 63,3                               | 113,2                              | 125,9                              | 39,9                               | 37,0                               | 32,4                               | 8,5                                | 3,3                                | 4,5                                | 3,3                                | 20,8                               | 507,3                              |
| Fonte: Departamento de Ciências Atmosféricas. |                                    |                                    |                                    |                                    |                                    |                                    |                                    |                                    |                                    |                                    |                                    |                                    |                                    |